# Westenfeld (Römhild)
Westenfeld è una frazione della città tedesca di Römhild, in Turingia.